# 共生體 (漫畫)
共生體（英語：Symbiote），是一種在漫威漫畫中出現的虛構外星種族，由作家吉姆·舒特和藝術家麥克·澤克所創作。共生體首次於《驚奇蜘蛛人》#252中登場。

## 人物
名為克林塔的外星種族喜歡自稱為共生體，是一種善於幫助他人且有高智慧的有機生命體，起源於仙女座星系中的同名行星。它們需要與一個宿主結合才能生存，质液体状，能賦予宿主更強大的力量和能力，形成共生關係。雖然共生體擁有高智慧，但卻沒有性格。然而，當共生體附身在道德敗壞或內心扭曲的宿主上，它們就會產生性格，並會隨着宿主一樣。
共生體曾經附身在蜘蛛人、艾迪·布洛克和閃電·湯普森等人身上，使他們的性格變得異常。

## 其他媒體

### 電視
- 《蜘蛛人》
- 《超級蜘蛛人（英语：Spider-Man Unlimited）》
- 《終極蜘蛛俠》
- 《浩克與狂砸特工隊（英语：Hulk and the Agents of S.M.A.S.H.）》
- 《銀河守護隊（英语：Guardians of the Galaxy (TV series)）》
- 《蜘蛛人（英语：Spider-Man (2017 TV series)）》

### 電影
- 蜘蛛人三部曲
  - 《蜘蛛人3》：宿主彼得·帕克由陶比·麥奎爾飾演，艾迪·布洛克由陶佛·葛瑞斯飾演。

- 驚奇再起系列
  - 《蜘蛛人驚奇再起2：電光之戰》

- 索尼影業蜘蛛人宇宙
  - 《猛毒》[1]：登場的共生體分別為猛毒及暴動（英语：Riot (comics)）。
  - 《猛毒2：血蜘蛛》：登場的共生體分別為猛毒及血蜘蛛。
  - 《猛毒最終章：最後一舞》

### 遊戲
- 《蜘蛛人（英语：Spider-Man: The Video Game）》
- 《蜘蛛人（英语：Spider-Man (1995 video game)）》
- 《蜘蛛人（英语：Spider-Man (2000 video game)）》
- 《猛毒/蜘蛛人：分離焦慮（英语：Venom/Spider-Man: Separation Anxiety）》
- 《終極蜘蛛人（英语：Ultimate Spider-Man (video game)）》
- 《漫威復仇女神：不完美的崛起（英语：Marvel Nemesis: Rise of the Imperfects）》
- 《蜘蛛俠3》
- 《蜘蛛人：暗影之網（英语：Spider-Man: Web of Shadows）》
- 《蜘蛛人：破碎次元（英语：Spider-Man: Shattered Dimensions）》
- 《蜘蛛人：時間裂痕（英语：Spider-Man: Edge of Time）》
- 《蜘蛛人：驚奇再起（英语：The Amazing Spider-Man (2012 video game)）》
- 《乐高漫威超级英雄》
- 《蜘蛛人：飛越無限（英语：Spider-Man Unlimited (video game)）》
- 《Marvel：復仇者聯盟（英语：Marvel: Avengers Alliance）》
- 《漫威拼圖探索（英语：Marvel Puzzle Quest）》
- 《漫威對卡普空：無限（英语：Marvel vs. Capcom: Infinite）》
- 《蜘蛛人2》

## 外部連結
- Venom Symbiote （页面存档备份，存于） 漫畫書數據庫